# Howard Lake, British Columbia
Howard Lake är en sjö i Kanada.   Den ligger i provinsen British Columbia, i den centrala delen av landet, 3 300 km väster om huvudstaden Ottawa. Howard Lake ligger 941 meter över havet. Arean är 1,7 kvadratkilometer. Den sträcker sig 1,8 kilometer i nord-sydlig riktning, och 3,6 kilometer i öst-västlig riktning.
I omgivningarna runt Howard Lake växer i huvudsak barrskog. Trakten runt Howard Lake är nära nog obefolkad, med mindre än två invånare per kvadratkilometer.